# Mr. Snowman
《Mr. Snowman》是日本女子組合e-girls的第12张单曲，於2014年11月26日由rhythm zone发售。

## 概要
- 《Mr. Snowman》是E-girls 2014年的第五作，亦是E-girls第三張專輯《E.G. TIME》的先行單曲。
- A面曲《Mr. Snowman》是UHA味覺糖「e-maのど飴」的電視廣告歌曲，與《CANDY SMILE》、《轉啊轉》相同，組合名字標為「e-girls」。
- B面曲《Move It! -Dream & E-girls TIME-》是以Dream為主軸的樂曲，Happiness、Flower和EGD成員擔任表演者
- 此單曲有2個版本，分別有「CD+DVD」和「CD ONLY」。「CD+DVD」收錄了《Mr. Snowman》的Music Video。往後，LDH公開《Move It! -Dream & E-girls TIME-》的Music Video，並收錄在《E.G. TIME》；繼《JUST IN LOVE》後第二首有Music Video的B面曲。
- 在12月8日於公信榜单曲週排行榜取得第2位。

## 選抜成员

### Mr. Snowman
- 螢光字為主唱
  - Dream：Shizuka、Ami
  - Happiness：SAYAKA、楓、藤井夏戀、YURINO、須田安娜
  - Flower：藤井萩花、鷲尾伶菜、坂東希、佐藤晴美
  - EGD：石井杏奈

- 與上一張單曲《Highschool♡love》的選拔名單比較，只有12人入選了本次的選拔成員。
- Aya、Erie、MIYUU、川本璃、重留真波、中島美央、市來杏香、武部柚那、萩尾美聖、稲垣莉生、山口乃乃華、生田梨沙、中嶋桃花、渡邉真梨奈未有進入選拔組。

### Move It! -Dream & E-girls TIME-
- 粗體字為主唱
  - Dream: Shizuka、Aya、Ami、Erie
  - Happiness: SAYAKA、楓、藤井夏戀、MIYUU、YURINO、川本璃、須田安娜
  - Flower: 藤井萩花、重留真波、中島美央、鷲尾伶菜、市來杏香、坂東希、佐藤晴美
  - EGD: 武部柚那、萩尾美聖、稲垣莉生、石井杏奈、山口乃乃華、生田梨沙、中嶋桃花、渡邉真梨奈

## 收錄内容

### CD
1. Mr. Snowman
（作詞：花 空木、作曲：FAST LANE、LISA DESMOND）
2. Move It! -Dream & E-girls Time-／Dream + E-girls
（作詞：Lauren Kaori、作曲：Lauren Kaori,M.I,Kohei Yokono）
3. Mr. Snowman (Instrumental)
4. Move It -Dream & E-girls Time- (Instrumental)

### DVD
1. Mr. Snowman（Music Clip）